# Cantone di Sainte-Marie-aux-Mines
Il Cantone di Sainte-Marie-aux-Mines è un cantone francese dell'arrondissement di Ribeauvillé.
A seguito della riforma approvata con decreto del 21 febbraio 2014, che ha avuto attuazione dopo le elezioni dipartimentali del 2015, è passato da 5 a 30 comuni.

## Composizione
I 5 comuni facenti parte prima della riforma del 2014 erano:
- Aubure
- Lièpvre
- Rombach-le-Franc
- Sainte-Croix-aux-Mines
- Sainte-Marie-aux-Mines

Dal 2015 i comuni appartenenti al cantone sono i seguenti 30:
- Ammerschwihr
- Aubure
- Beblenheim
- Bennwihr
- Bergheim
- Le Bonhomme
- Fréland
- Guémar
- Hunawihr
- Illhaeusern
- Katzenthal
- Kaysersberg
- Kientzheim
- Labaroche
- Lapoutroie
- Lièpvre
- Mittelwihr
- Orbey
- Ostheim
- Ribeauvillé
- Riquewihr
- Rodern
- Rombach-le-Franc
- Rorschwihr
- Saint-Hippolyte
- Sainte-Croix-aux-Mines
- Sainte-Marie-aux-Mines
- Sigolsheim
- Thannenkirch
- Zellenberg